# Feldschlösschen Getränke
Feldschlösschen Getränke er et schweizisk bryggeriselskab der bl.a. producerer øllene Feldschlösschen, Cardinal og Hürlimann. Dertil kommer produktionen af mineralvandene Arkina og Rhäzünser. 
Selskabet blev overtaget af Carlsberg i 2000 og er det største schweiziske bryggeriselskab. Det blev grundlagt i 1876 under navnet Kollektivgesellschaft Wüthrich & Roniger Brauerei zum Feldschlösschen af Mathias Wüthrich og Theophil Roniger.
I de slotslignende fabriksbygninger i Rheinfelden, hvor selskabets hovedkvarter også ligger, brygges i dag hver tredje schweizisk fremstillet liter øl. Bryggeriet kan besøges af interesserede.
- Wikimedia Commons har flere filer relateret til Feldschlösschen Getränke

| Schweiz | Spire Denne artikel om et firma eller en virksomhed i Schweiz er en spire som bør udbygges. Du er velkommen til at hjælpe Wikipedia ved at udvide den. |

47°32′47″N 7°47′09″Ø / 47.5465°N 7.78573°Ø